# Platyphasia pictonensis
Platyphasia pictonensis är en tvåvingeart som beskrevs av Nikolas Vladimir Dobrotworsky 1971. Platyphasia pictonensis ingår i släktet Platyphasia och familjen storharkrankar. Inga underarter finns listade i Catalogue of Life.